# Casa-fàbrica Esteve
La casa-fàbrica Esteve era un edifici situat al carrer de les Voltes de Jonqueres de Barcelona, actualment desaparegut.

## Història

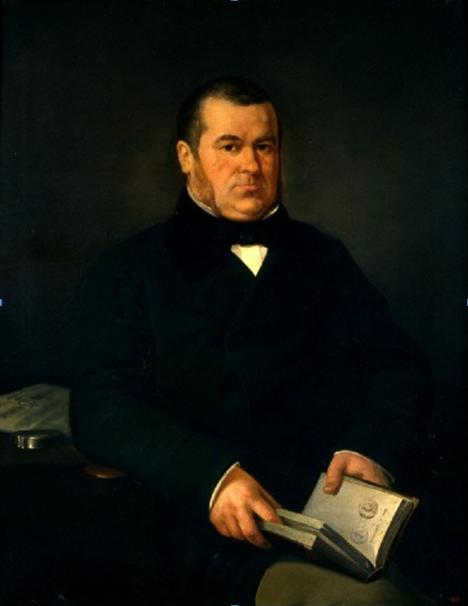
Retrat de Francesc Esteve i Sans, obra del pintor Manuel Moliné i Muns (1833–1901)

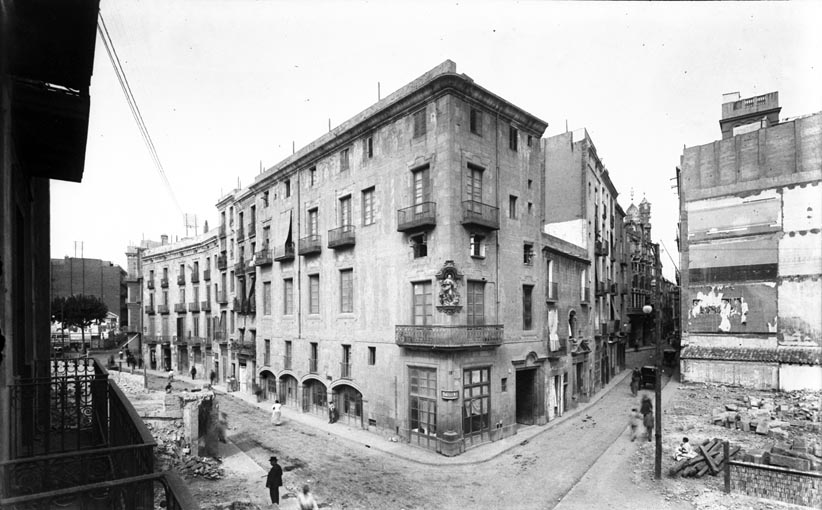
En primer terme, la
Casa del Gremi de Velers, i a l'esquerra, la casa-fàbrica Esteve

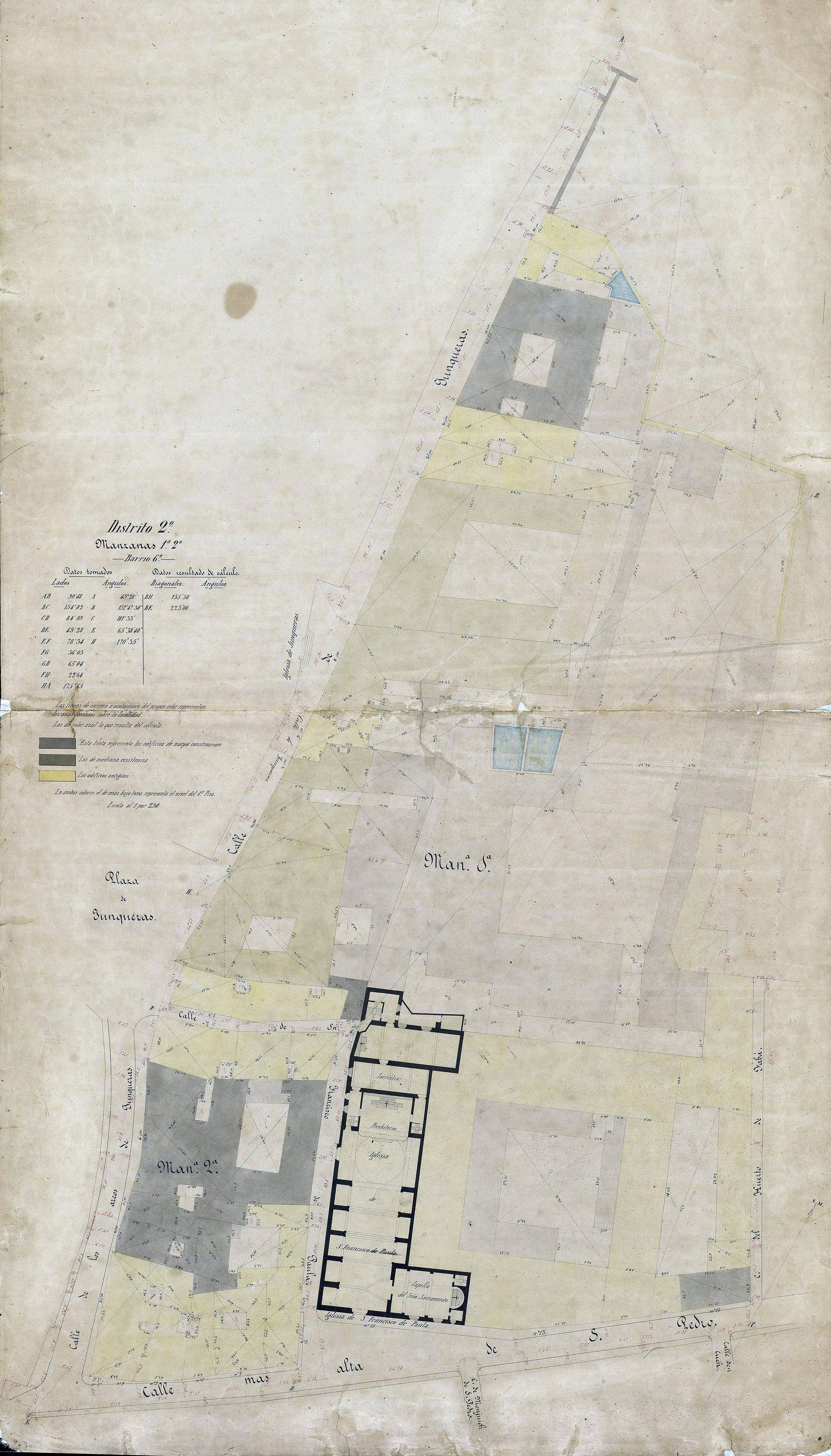
Quarteró núm. 44 de Garriga i Roca (c. 1860)

El 1803, Joséphine Ignace de Pechman, vídua d'Adrien François de la Barre, baró de la Barre de Flandes, va llogar per 5 anys al mestre de cases Jaume Esteve i Parès i al seu fill Jaume Esteve i Carles una casa amb jardí al carrer de les Voltes de Jonqueres i el carreró de Sant Francesc de Paula, amb el permís de poder-hi fer les obres que calguessin per a convertir-la en una fàbrica d'indianes. El 1808 hi havia en actiu la raó social Jaume Esteve i Cia, amb Jaume Esteve i Carles com a apoderat.
El 1833, Jaume Esteve va adquirir la propietat al baró Joan Antoni de la Barre i de Pechman per 15.120 lliures. A la seva mort el 1834, fou heretada pel seu fill Francesc Esteve i Sans, que continuà amb el negoci i també tenia una notable col·lecció de monedes a la seva residència del segon pis, tal com figura a les guies de l'època.
El 1847 va encarregar-ne la reforma al mestre d'obres Narcís Nuet, i aquell mateix any, es va constituir la raó social Casamitjana i Esteve, que va establir una fàbrica d'estampats a Sant Martí de Provençals. El 1848 fou substituïda per la societat comanditària Jaumandreu i Cia, el titular de la qual era el manresà Joan Jaumandreu i Torra (†1881), i Francesc Esteve n'era soci. El despatx era al carrer de les Voltes de Jonqueres, on també hi havia el taller de gravació dels cilindres: «Arcos de Junqueras, 8. Sres. Jaumandreu y comp. Sociedad en comandita para la fabricacion de estampados de indianas. La fábrica sita en San Martí de Provensals; tiene sus correspondientes secciones auxiliares y necesarias para la buena elaboracion de sus productos, que figuran entre los de primera linea de su clase. El depósito y el despacho de la fábrica está á cargo de D. Juan Jaumandreu, director-gerente de la sociedad. Se hacen espediciones á todas partes.»
A finals del segle xix hi havia la fàbrica de teixits de Salvador Palà, i a principis del xx, la de gèneres de punt de la vídua de Pere Ventosa i de la filats i teixits de cotó de Solé, Padró i Cia. Finalment, l'edifici fou enderrocat per a la nova urbanització de la Via Laietana i voltants.

## Descripció
El cos principal, amb façana al carrer de les Voltes de Jonqueres (absorbit per la Via Laietana) tenia planta baixa i tres pisos, amb balcons amb llosanes de ferro i rajoles i coronament amb un cornisa motllurada. Separat d'aquest per un pati central, hi havia la «quadra», amb façana al carrer de Sant Francesc de Paula.